# Victorian Seals
Victorian Seals é um clube de polo aquático australiano da cidade de Melbourne.

## História
Victorian Seals compete na Australian National Water Polo League. 